# Le Port (Ariège)
Pour les articles homonymes, voir Le Port.
Le Port est une commune française, située dans le centre du département de l'Ariège en région Occitanie. Sur le plan historique et culturel, la commune fait partie du Couserans, pays aux racines gasconnes structuré par le cours du Salat.
Exposée à un climat de montagne, elle est drainée par l'Arac, le ruisseau de Courtignou et par divers autres petits cours d'eau. Incluse dans le parc naturel régional des Pyrénées ariégeoises, la commune possède un patrimoine naturel remarquable : un site Natura 2000 (le « mont Ceint, mont Béas, tourbière de Bernadouze ») et sept zones naturelles d'intérêt écologique, faunistique et floristique.
Le Port est une commune rurale qui compte 167 habitants en 2022, après avoir connu un pic de population de 2 469 habitants en 1881. Ses habitants sont appelés les Portais ou Portaises.

## Géographie

### Localisation
La commune du Port se trouve dans le département de l'Ariège, en région Occitanie.
Commune située dans les Pyrénées en Couserans. Elle fait partie de la communauté de communes Couserans - Pyrénées et du parc naturel régional des Pyrénées ariégeoises.
L'étang de Lers est un lieu touristique fréquenté en été et en hiver, car il se mue alors en station de ski de fond.
Elle se situe à 22 km à vol d'oiseau de Foix, préfecture du département, à 23 km de Saint-Girons, sous-préfecture, et à 16 km de La Bastide-de-Sérou, bureau centralisateur du canton du Couserans Est dont dépend la commune depuis 2015 pour les élections départementales.
La commune fait en outre partie du bassin de vie de Saint-Girons.
Les communes les plus proches sont : 
Massat (3,0 km), Boussenac (3,9 km), Biert (5,7 km), Ercé (7,2 km), Aleu (9,1 km), Aulus-les-Bains (9,2 km), Le Bosc (11,1 km), Sentenac-de-Sérou (11,4 km).
Sur le plan historique et culturel, Le Port fait partie du Couserans, pays aux racines gasconnes structuré par le cours du Salat (affluent de la Garonne), que rien ne prédisposait à rejoindre les anciennes dépendances du comté de Foix.

### Communes limitrophes
Les communes limitrophes sont Aulus-les-Bains, Auzat, Ercé, Massat, Rabat-les-Trois-Seigneurs et Val-de-Sos.
|                 | Massat            |                           |
| Ercé            | du Port           | Rabat-les-Trois-Seigneurs |
| Aulus-les-Bains | Auzat (sur 100 m) | Val-de-Sos                |

### Géologie et relief
La commune est située dans les Pyrénées, une chaîne montagneuse jeune, érigée durant l'ère tertiaire (il y a 40 millions d'années environ), en même temps que les Alpes. Les terrains affleurants sur le territoire communal sont constitués de roches métamorphiques et plutoniques datant pour certaines du Paléozoïque, une ère géologique qui s'étend de −541 à −252,2 Ma (millions d'années), et pour d'autres du Protérozoïque, le dernier éon du Précambrien sur l’échelle des temps géologiques. La structure détaillée des couches affleurantes est décrite dans les feuilles « n°1074 - Saint-Girons » et « n°1075 - Foix » de la carte géologique harmonisée au 1/50 000ème du département de l'Ariège, et leurs notices associées,.
La superficie cadastrale de la commune publiée par l’Insee, qui sert de références dans toutes les statistiques, est de 49,87 km2,. La superficie géographique, issue de la BD Topo, composante du Référentiel à grande échelle produit par l'IGN, est quant à elle de 50,26 km2. Son relief est particulièrement escarpé puisque la dénivelée maximale atteint 1 530 mètres. L'altitude du territoire varie entre 666 m et 2 196 m.

### Hydrographie

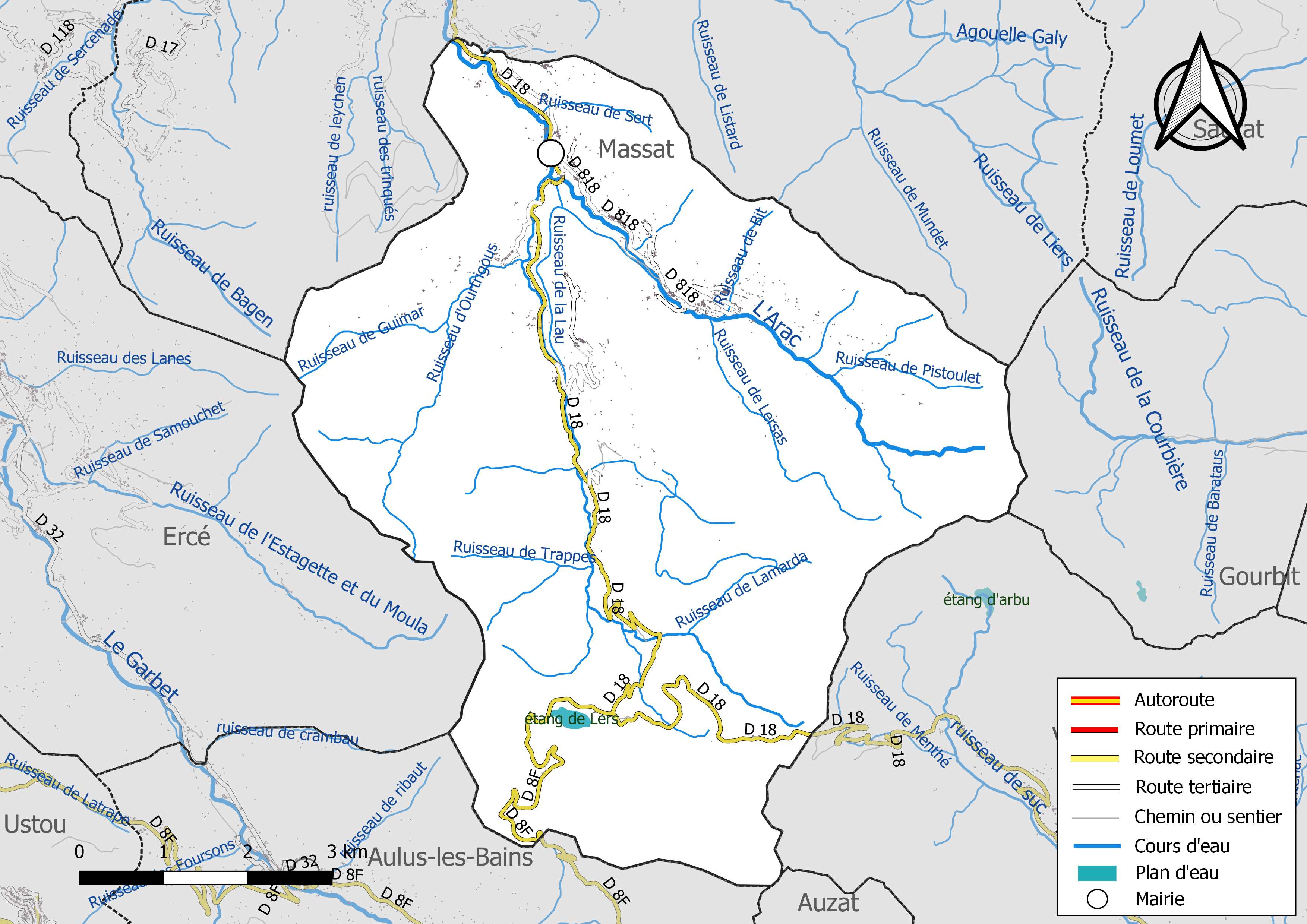
Réseaux hydrographique et routier du Port.

La commune est dans le bassin versant de la Garonne, au sein du bassin hydrographique Adour-Garonne. Elle est drainée par l'Arac, le ruisseau de Courtignou, le ruisseau d'Ardeit, le ruisseau de Bit, le ruisseau d'Echil, le ruisseau de Cos, le ruisseau de Fontfrède, le ruisseau de Guimar, le ruisseau de la Lau, le ruisseau de Lamarda, le ruisseau de la Terrière, le ruisseau de Lersas, le ruisseau de Pistoulet, le ruisseau de Sahuc, et par divers petits cours d'eau, constituant un réseau hydrographique de 60 km de longueur totale,.
L'Arac, d'une longueur totale de 27,19 km, prend sa source dans la commune et s'écoule d'est en ouest. Il traverse la commune et se jette dans le Salat à Soulan, après avoir traversé 5 communes.

### Climat
Pour des articles plus généraux, voir Climat de l'Occitanie et Climat de l'Ariège.
En 2010, le climat de la commune est de type climat des marges montargnardes, selon une étude s'appuyant sur une série de données couvrant la période 1971-2000. En 2020, Météo-France publie une typologie des climats de la France métropolitaine dans laquelle la commune est exposée à un climat de montagne et est dans la région climatique Pyrénées centrales, caractérisée par une pluviométrie annuelle de 1 000 à 1 200 mm.
Pour la période 1971-2000, la température annuelle moyenne est de 9,7 °C, avec une amplitude thermique annuelle de 14,9 °C. Le cumul annuel moyen de précipitations est de 1 146 mm, avec 10,4 jours de précipitations en janvier et 7,8 jours en juillet. Pour la période 1991-2020, la température moyenne annuelle observée sur la station météorologique la plus proche, située sur la commune de Val-de-Sos à 15 km à vol d'oiseau, est de 11,1 °C et le cumul annuel moyen de précipitations est de 1 175,9 mm,. Pour l'avenir, les paramètres climatiques de la commune estimés pour 2050 selon différents scénarios d'émission de gaz à effet de serre sont consultables sur un site dédié publié par Météo-France en novembre 2022.

### Milieux naturels et biodiversité

#### Espaces protégés
La protection réglementaire est le mode d’intervention le plus fort pour préserver des espaces naturels remarquables et leur biodiversité associée,.
La commune fait partie du parc naturel régional des Pyrénées ariégeoises, créé en 2009 et d'une superficie de 245 973 ha, qui s'étend sur 138 communes du département. Ce territoire unit les plus hauts sommets aux frontières de l’Andorre et de l’Espagne (la Pique d'Estats, le mont Valier, etc) et les plus hautes vallées des avants-monts, jusqu’aux plissements du Plantaurel.

#### Réseau Natura 2000

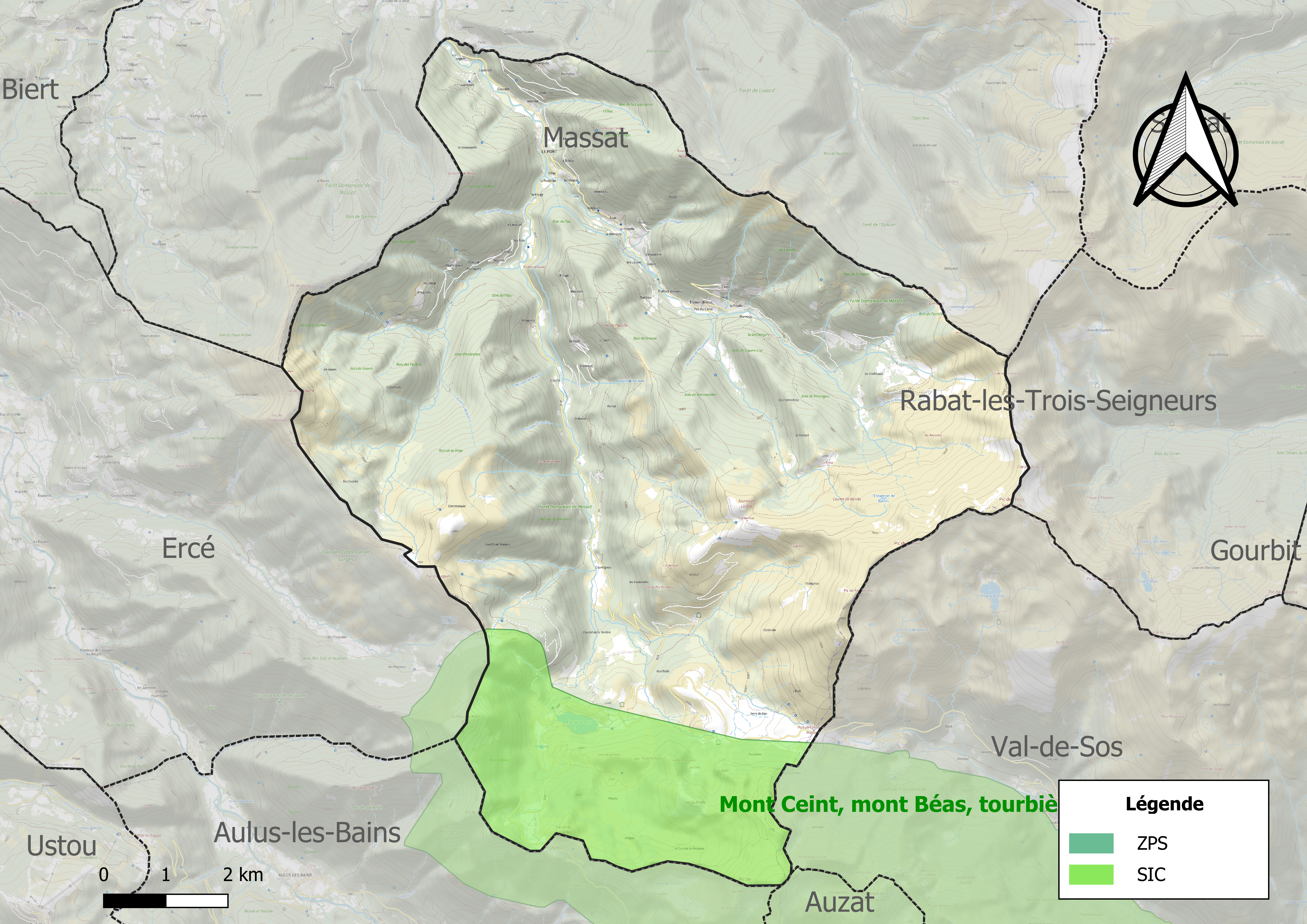
Site Natura 2000 sur le territoire communal.

Le réseau Natura 2000 est un réseau écologique européen de sites naturels d'intérêt écologique élaboré à partir des directives habitats et oiseaux, constitué de zones spéciales de conservation (ZSC) et de zones de protection spéciale (ZPS).
Un site Natura 2000 a été défini sur la commune au titre de la directive habitats : le « mont Ceint, mont Béas, tourbière de Bernadouze », d'une superficie de 2 218 ha, un territoire particulièrement riche en espèces endémiques des Pyrénées. Celles-ci sont pour la plupart inféodées à des milieux spécialisés. Une grande partie de la zone  à vocation forestière originelle indéniable livrée historiquement au pâturage intensif et extensif, mais ce dernier est en nette régression de nos jours.

#### Zones naturelles d'intérêt écologique, faunistique et floristique
L’inventaire des zones naturelles d'intérêt écologique, faunistique et floristique (ZNIEFF) a pour objectif de réaliser une couverture des zones les plus intéressantes sur le plan écologique, essentiellement dans la perspective d’améliorer la connaissance du patrimoine naturel national et de fournir aux différents décideurs un outil d’aide à la prise en compte de l’environnement dans l’aménagement du territoire.
Cinq ZNIEFF de type 1 sont recensées sur la commune :
- l'« Arac et affluents, en aval du Port » (123 ha), couvrant 5 communes du département[33] ;
- le « massif du Pic des Trois-Seigneurs » (11 200 ha), couvrant 10 communes du département[34] ;
- les « massifs calcaires et tourbières du mont Ceint et du mont Béas » (2 937 ha), couvrant 6 communes du département[35] ;
- les « montagnes d'Ercé et de Massat » (6 668 ha), couvrant 6 communes du département[36] ;
- la « soulane du massif des Trois-Seigneurs » (4 809 ha), couvrant 11 communes du département[37] ;

et deux ZNIEFF de type 2, : 
- les « montagnes d'Ercé, d'Oust et de Massat » (30 350 ha), couvrant 13 communes du département[38] ;
- la « moyenne montagne du Vicdessos et massif des Trois-Seigneurs » (21 558 ha), couvrant 17 communes du département[39].

Carte des ZNIEFF de type 1 et 2 au Port.
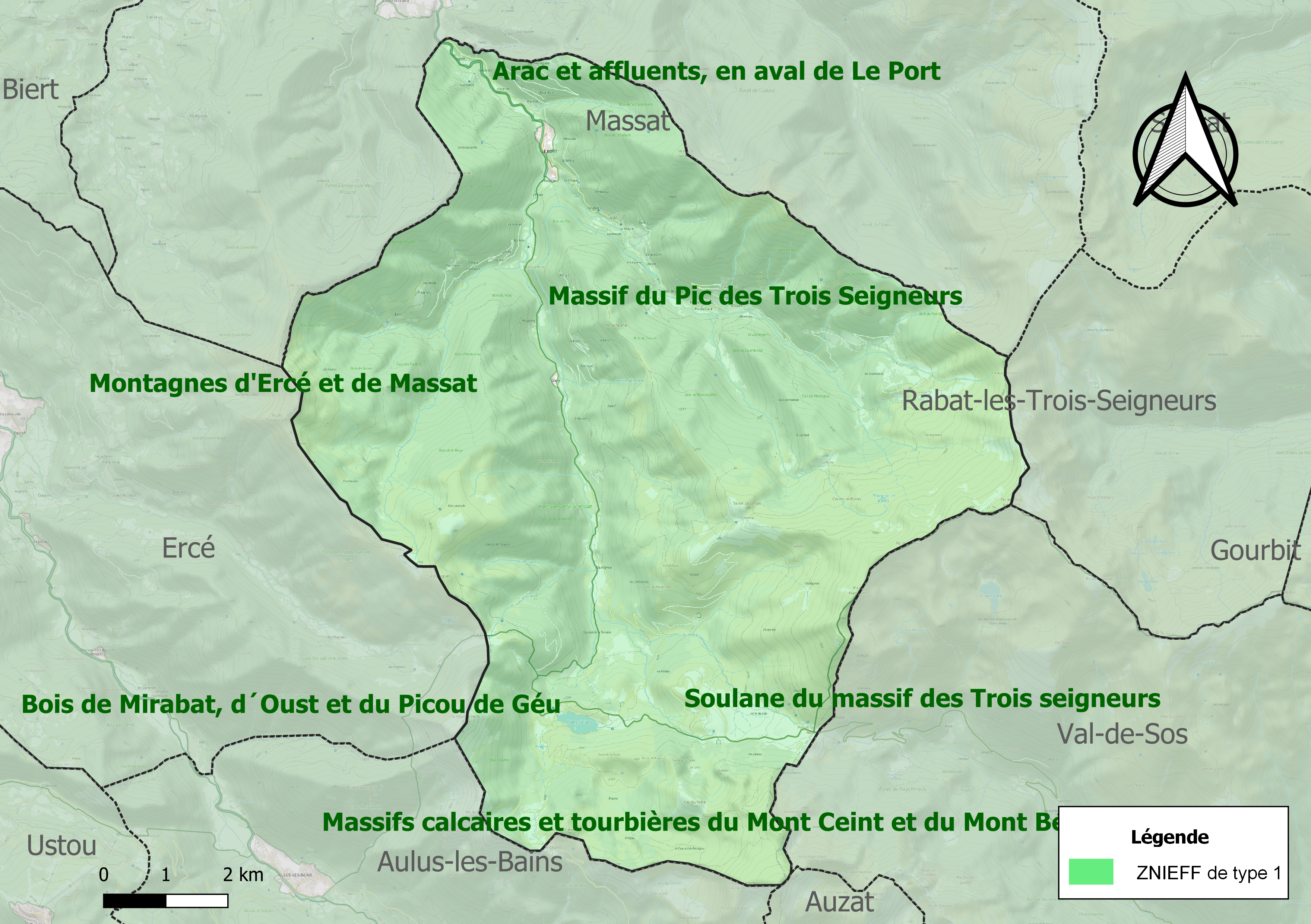
Carte des ZNIEFF de type 1 sur la commune.
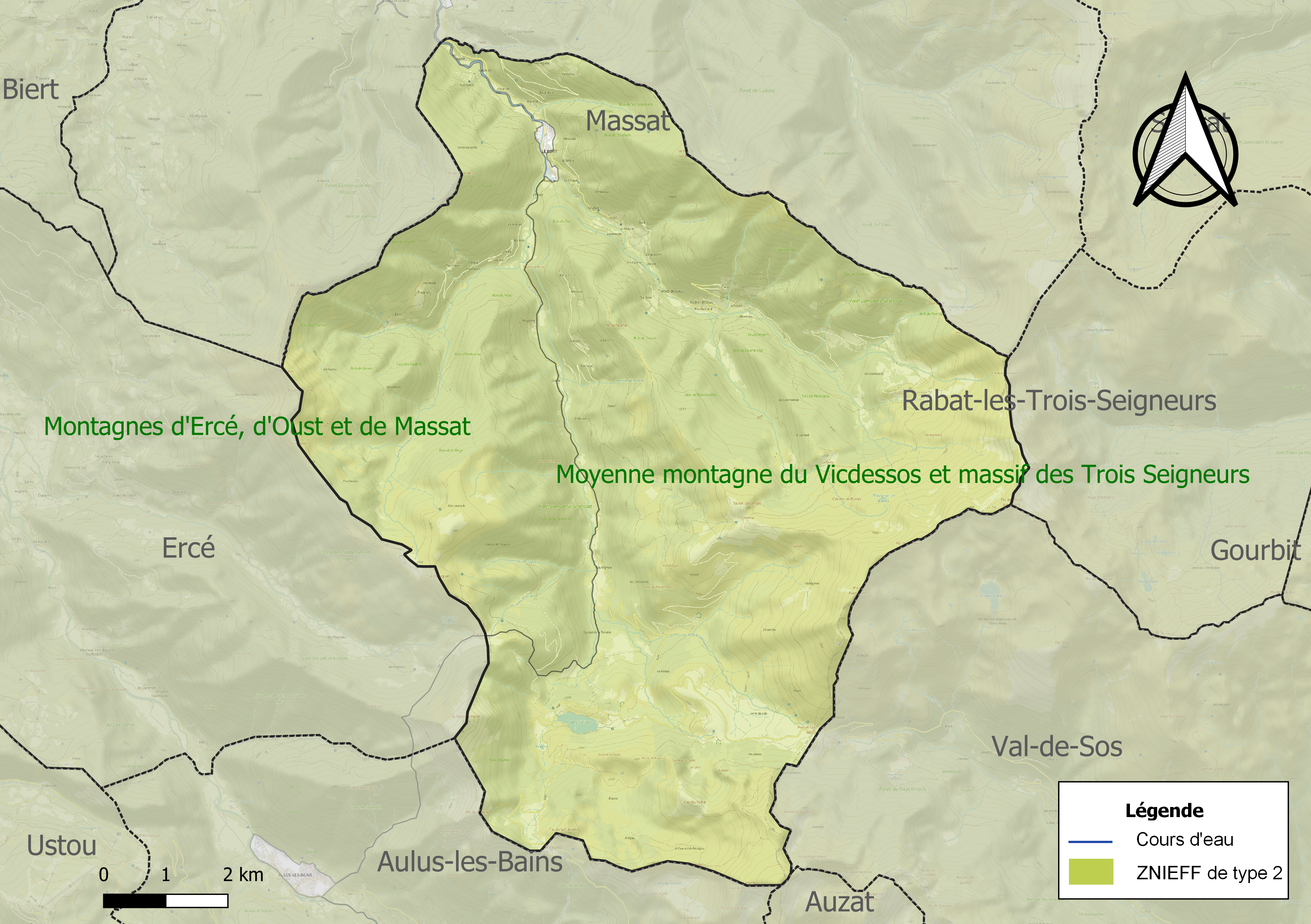
Carte des ZNIEFF de type 2 sur la commune.

## Urbanisme

### Typologie
Au 1er janvier 2024, Le Port est catégorisée commune rurale à habitat très dispersé, selon la nouvelle grille communale de densité à 7 niveaux définie par l'Insee en 2022.
Elle est située hors unité urbaine et hors attraction des villes,.

### Occupation des sols

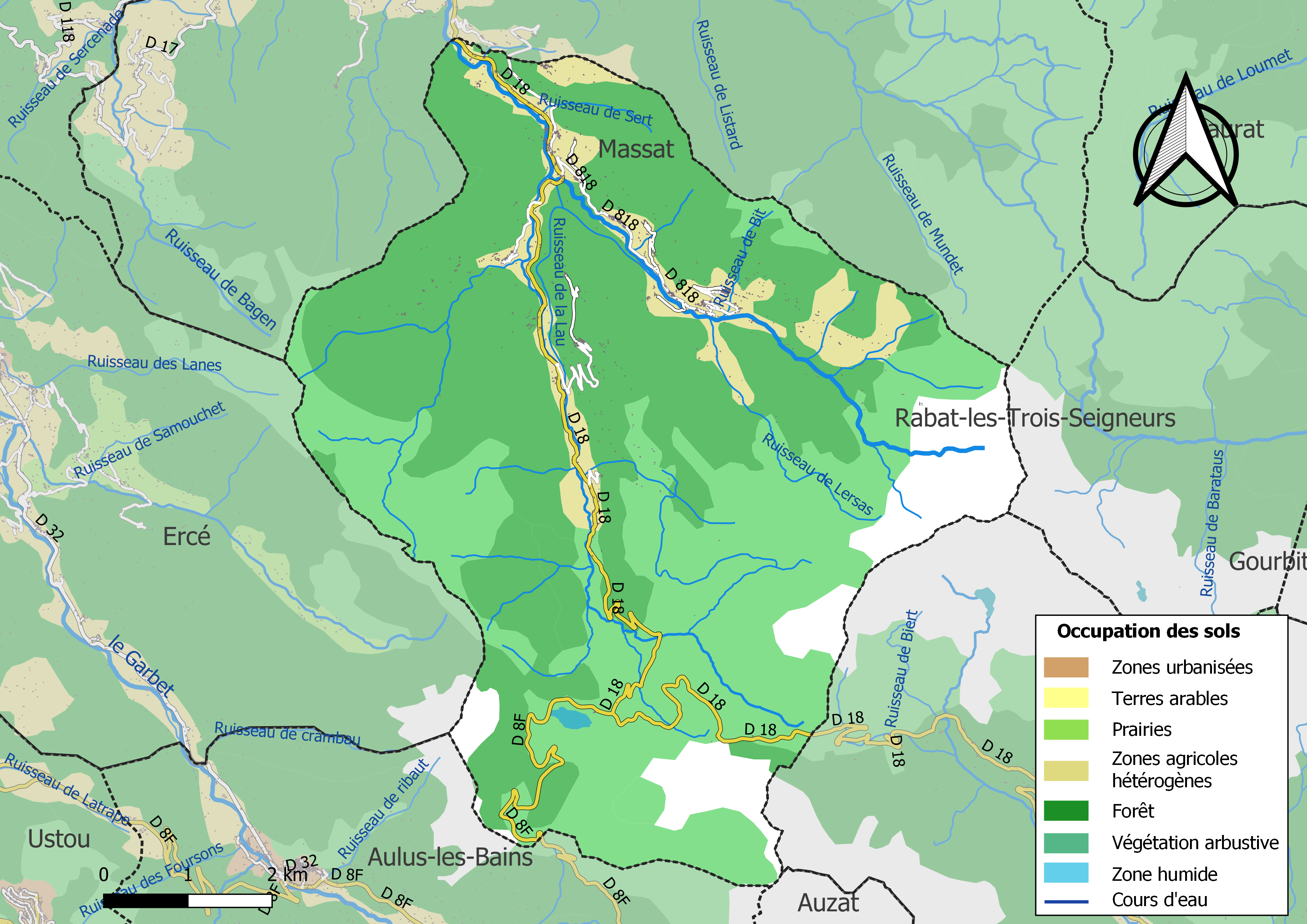
Carte des infrastructures et de l'occupation des sols de la commune en 2018 (CLC).

L'occupation des sols de la commune, telle qu'elle ressort de la base de données européenne d’occupation biophysique des sols Corine Land Cover (CLC), est marquée par l'importance des forêts et milieux semi-naturels (91,9 % en 2018), en diminution par rapport à 1990 (94,9 %). La répartition détaillée en 2018 est la suivante : 
forêts (47,9 %), milieux à végétation arbustive et/ou herbacée (35,6 %), espaces ouverts, sans ou avec peu de végétation (8,4 %), zones agricoles hétérogènes (8,1 %). L'évolution de l’occupation des sols de la commune et de ses infrastructures peut être observée sur les différentes représentations cartographiques du territoire : la carte de Cassini (XVIIIe siècle), la carte d'état-major (1820-1866) et les cartes ou photos aériennes de l'IGN pour la période actuelle (1950 à aujourd'hui).

### Hameaux
Arac, la Briole, le Carol, la Peyragude, le Trabieyt, Sounet, Ezès...

### Habitat et logement
En 2018, le nombre total de logements dans la commune était de 459, alors qu'il était de 454 en 2013 et de 464 en 2008.
Parmi ces logements, 20 % étaient des résidences principales, 65,5 % des résidences secondaires et 14,4 % des logements vacants. Ces logements étaient pour 97,9 % d'entre eux des maisons individuelles et pour 1,5 % des appartements.
Le tableau ci-dessous présente la typologie des logements au Le Port en 2018 en comparaison avec celle de l'Ariège et de la France entière. Une caractéristique marquante du parc de logements est ainsi une proportion de résidences secondaires et logements occasionnels (65,5 %) supérieure à celle du département (24,6 %) et à celle de la France entière (9,7 %). Concernant le statut d'occupation de ces logements, 83,2 % des habitants de la commune sont propriétaires de leur logement (82 % en 2013), contre 66,3 % pour l'Ariège et 57,5 % pour la France entière.
| Typologie                                               | Le Port | Ariège | France entière |
| ------------------------------------------------------- | ------- | ------ | -------------- |
| Résidences principales (en %)                           | 20      | 65,7   | 82,1           |
| Résidences secondaires et logements occasionnels (en %) | 65,5    | 24,6   | 9,7            |
| Logements vacants (en %)                                | 14,4    | 9,7    | 8,2            |

### Risques majeurs
Le territoire de la commune du Port est vulnérable à différents aléas naturels : inondations, climatiques (grand froid ou canicule), feux de forêts, mouvements de terrains, avalanche  et séisme (sismicité modérée). Il est également exposé à un risque particulier, le risque radon,.

#### Risques naturels

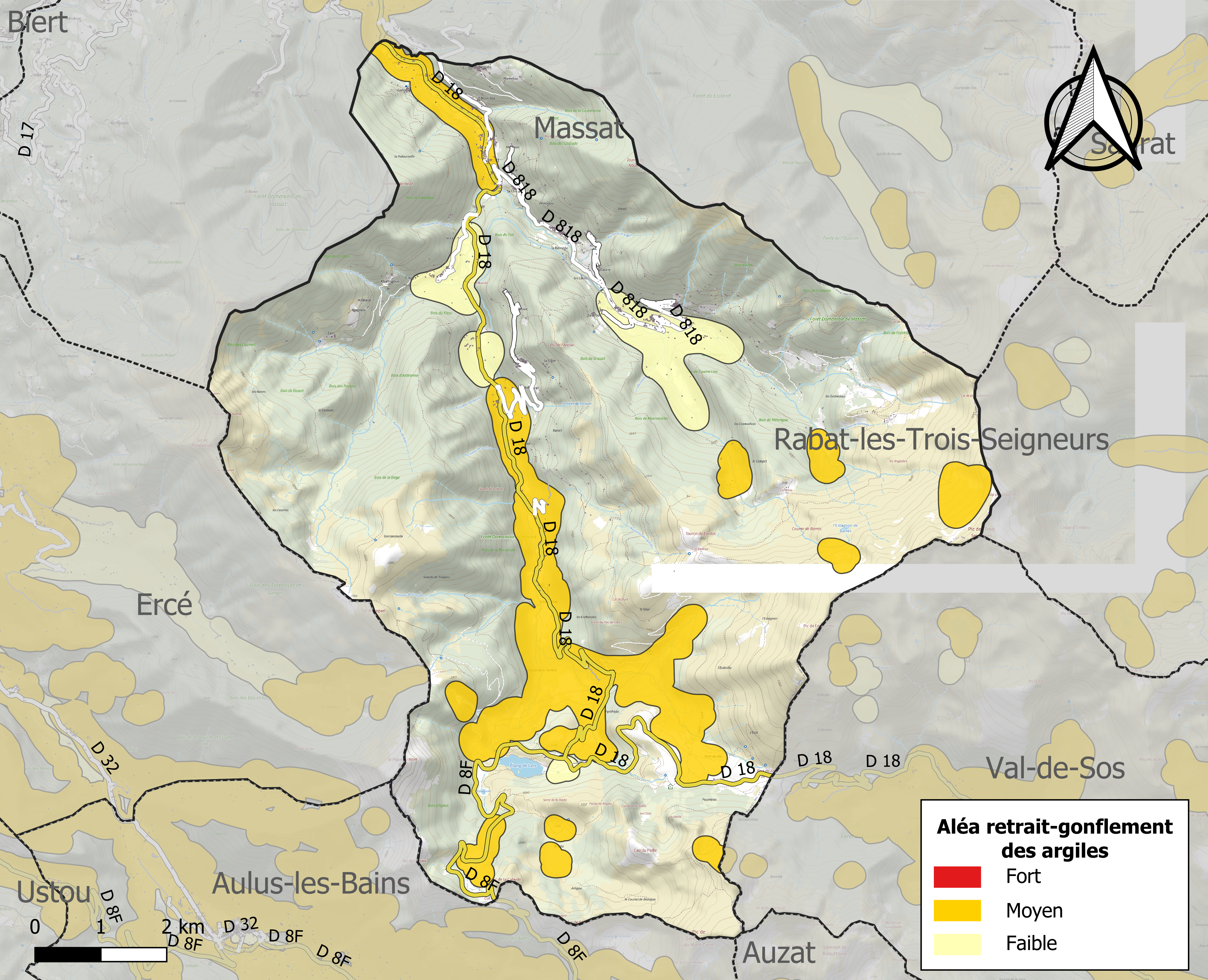
Zonage de l'aléa retrait-gonflement des argiles sur la commune du Port.

Certaines parties du territoire communal sont susceptibles d’être affectées par le risque d’inondation par crue torrentielle d'un cours d'eau, ou ruissellement d'un versant.
Les mouvements de terrains susceptibles de se produire sur la commune sont soit des chutes de blocs, soit des glissements de terrains, soit des effondrements liés à des cavités souterraines, soit des mouvements liés au retrait-gonflement des argiles. Près de 50 % de la superficie du département est concernée par l'aléa retrait-gonflement des argiles, dont la commune du Port. L'inventaire national des cavités souterraines permet par ailleurs de localiser celles situées sur la commune.
La commune est exposée au risque d'avalanche quelques sites menacés en situation exceptionnelle d’enneigement.

#### Risque particulier
Dans plusieurs parties du territoire national, le radon, accumulé dans certains logements ou autres locaux, peut constituer une source significative d’exposition de la population aux rayonnements ionisants. Toutes les communes du département sont concernées par le risque radon à un niveau plus ou moins élevé. Selon la classification de 2018, la commune du Port est classée en zone 3, à savoir zone à potentiel radon significatif.

## Histoire
Une forge à la catalane y a fonctionné dès le XVIIe siècle.
Le 9 septembre 1943, le maquis situé dans le hameau de Ezès est encerclé et anéanti par les troupes allemandes.

## Politique et administration

### Découpage territorial
La commune du Port est membre de la communauté de communes Couserans-Pyrénées, un établissement public de coopération intercommunale (EPCI) à fiscalité propre créé le 18 novembre 2016 dont le siège est à Saint-Lizier. Ce dernier est par ailleurs membre d'autres groupements intercommunaux.
Sur le plan administratif, elle est rattachée à l'arrondissement de Saint-Girons, au département de l'Ariège, en tant que circonscription administrative de l'État, et à la région Occitanie.
Sur le plan électoral, elle dépend du canton du Couserans Est pour l'élection des conseillers départementaux, depuis le redécoupage cantonal de 2014 entré en vigueur en 2015, et de la première circonscription de l'Ariège  pour les élections législatives, depuis le redécoupage électoral de 1986.

### Liste des maires
| Période                                  | Période  | Identité          | Étiquette | Qualité      |
| ---------------------------------------- | -------- | ----------------- | --------- | ------------ |
| 1978                                     | 2005     | Jean-Louis Loubet | PS        |              |
| 2005                                     | En cours | Noëlle Moralès    | DVG       | Agricultrice |
| Les données manquantes sont à compléter. |          |                   |           |              |

## Démographie
| 1851  | 1856  | 1861  | 1866  | 1872  | 1876  | 1881  | 1886  | 1891  |
| ----- | ----- | ----- | ----- | ----- | ----- | ----- | ----- | ----- |
| 2 442 | 2 170 | 2 177 | 2 290 | 2 359 | 2 457 | 2 469 | 2 435 | 2 274 |

| 1896  | 1901  | 1906  | 1911  | 1921  | 1926  | 1931  | 1936 | 1946 |
| ----- | ----- | ----- | ----- | ----- | ----- | ----- | ---- | ---- |
| 2 199 | 2 100 | 2 124 | 2 011 | 1 577 | 1 181 | 1 065 | 910  | 649  |

| 1954 | 1962 | 1968 | 1975 | 1982 | 1990 | 1999 | 2004 | 2006 |
| ---- | ---- | ---- | ---- | ---- | ---- | ---- | ---- | ---- |
| 448  | 290  | 211  | 188  | 198  | 183  | 190  | 189  | 198  |

| 2009 | 2014 | 2019 | 2022 | - | - | - | - | - |
| ---- | ---- | ---- | ---- | - | - | - | - | - |
| 207  | 152  | 164  | 167  | - | - | - | - | - |

## Économie

### Revenus
En 2018, la commune compte 87 ménages fiscaux, regroupant 147 personnes. La médiane du revenu disponible par unité de consommation est de 14 560 € (19 820 € dans le département).

### Emploi
| Division       | 2008   | 2013   | 2018   |
| -------------- | ------ | ------ | ------ |
| Commune        | 11,6 % | 6,2 %  | 14 %   |
| Département    | 8,9 %  | 11,1 % | 11,2 % |
| France entière | 8,3 %  | 10 %   | 10 %   |

En 2018, la population âgée de 15 à 64 ans s'élève à 97 personnes, parmi lesquelles on compte 61 % d'actifs (47 % ayant un emploi et 14 % de chômeurs) et 39 % d'inactifs,. Depuis 2008, le taux de chômage communal (au sens du recensement) des 15-64 ans est supérieur à celui de la France et du département.
La commune est hors attraction des villes,. Elle compte 37 emplois en 2018, contre 42 en 2013 et 45 en 2008. Le nombre d'actifs ayant un emploi résidant dans la commune est de 46, soit un indicateur de concentration d'emploi de 81,5 % et un taux d'activité parmi les 15 ans ou plus de 42,7 %.
Sur ces 46 actifs de 15 ans ou plus ayant un emploi, 23 travaillent dans la commune, soit 51 % des habitants. Pour se rendre au travail, 78,7 % des habitants utilisent un véhicule personnel ou de fonction à quatre roues, 14,9 % s'y rendent en deux-roues, à vélo ou à pied et 6,4 % n'ont pas besoin de transport (travail au domicile).

### Activités hors agriculture
16 établissements sont implantés  au Port au 31 décembre 2019.
Le secteur de la construction est prépondérant sur la commune puisqu'il représente 37,5 % du nombre total d'établissements de la commune (6 sur les 16 entreprises implantées  au Le Port), contre 14,2 % au niveau départemental.
- L'espace nordique de l'étang de Lers compte 25 km de pistes damées et balisées, 23 km d'itinéraire raquettes, ainsi que des espaces luge et piéton.
- Randonnée équestre : Equi-top, Gîte et ferme équestre, au lieu-dit "Garrabès".
- Restaurant "Le chardon bleu" avec terrasse.

### Agriculture
|                                   | 1988 | 2000 | 2010 |
| --------------------------------- | ---- | ---- | ---- |
| Exploitations                     | 17   | 8    | 9    |
| Superficie agricole utilisée (ha) | 184  | 111  | 150  |

La commune fait partie de la petite région agricole dénommée « Région pyrénéenne ». En 2010, l'orientation technico-économique de l'agriculture  sur la commune est l'élevage d'herbivores hors bovins, caprins et porcins. Neuf exploitations agricoles ayant leur siège dans la commune sont dénombrées lors du recensement agricole de 2010 (douze en 1988). La superficie agricole utilisée est de 150 ha.

## Culture locale et patrimoine
- Étang de Lers[1], espace naturel de loisirs été (pêche, randonnée, parcours d'orientation, escalade, spéléologie...) et hiver (ski de fond, luge, raquettes...).
- Port de Lers, spot utilisé pour la pratique du parapente.
- Gouffre Georges, profonde cavité naturelle présentant un haut intérêt géologique.
- L'église Saint-Pierre, au village, est remarquable par ses peintures et sa voûte bleutée et étoilée, peut-être dues aux Frères Pedoya.
- Chapelle du Touron qui surplombe le village et se dresse face aux montagnes.
- Orris (cabanes de bergers en pierres sèches), à Goutets.

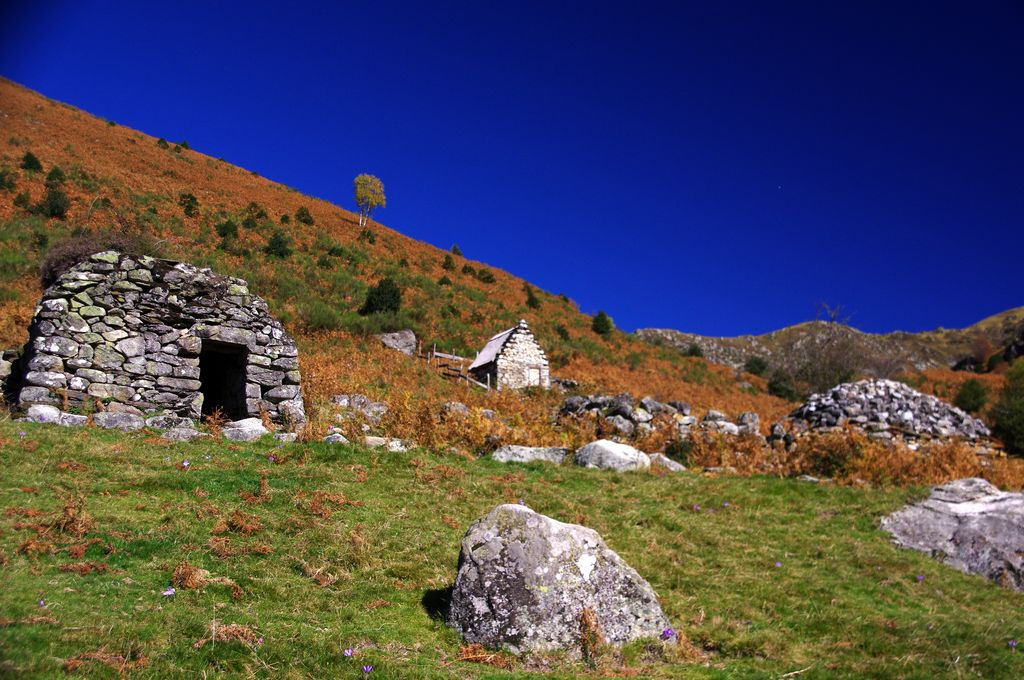
Le courtal de Lamarda
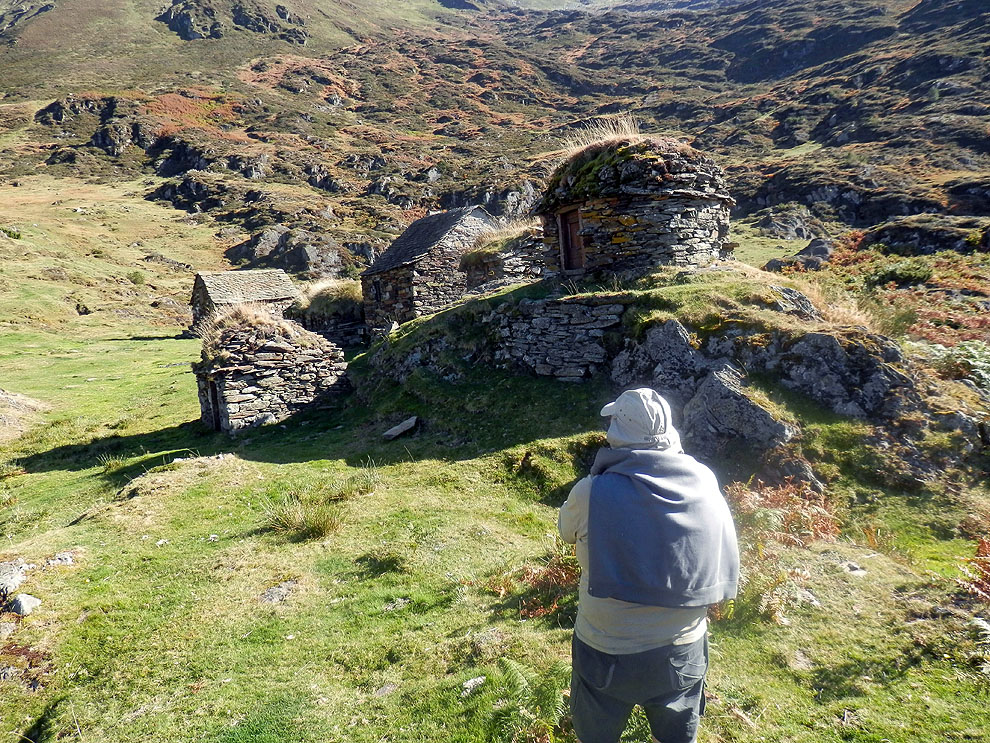
Orris de Goutets

## Pour approfondir